# Lorenzo Calpisqui
Lorenzo Calpisqui, también mencionado como Calfilqui, Calful o Cayupulqui, era un cacique puelche de las sierras del sur de la actual provincia de Buenos Aires, en la Argentina, a mediados del siglo XVIII.

## Biografía
Aparece en los registros de la Santa Hermandad de Buenos Aires alrededor del año 1740, por lo que algunos autores suponen que podría haber sido hijo o sucesor de Mayupulqui, un gran cacique de la misma zona que fue arrestado y expatriado en 1741. Otra versión lo mencionaba como sucesor de los caciques Guayquitipay e Ynacayal a partir de 1777. Tenía a sus órdenes unos mil indios de lanza y había instalado sus tolderías junto al río Quequén Salado; no obstante, también se mudaba periódicamente hacia Tapalqué y hacia la sierra de la Ventana. Se entrevistó varias veces con el explorador Pablo Zizur, quien hizo algunas expediciones en busca de sal a las Salinas Grandes. Era un cacique pacífico, que siempre buscó que tanto los indígenas como los blancos aceptaran fijar su frontera sobre el río Salado, pero que fue obligado a la guerra contra los españoles por la decisión de muchos de éstos de exterminar a todos los indios salvajes.
En 1771, el cacique Lincopán fue elegido representante de gran cantidad de parcialidades indígenas para la firma de un tratado de paz con Buenos Aires, que fue firmado con éxito. Calpisqui fue uno de quienes respaldaron a Lincopán. Ocho años más tarde, envió a su mejor lenguaraz para cerrar un tratado de paz con el virrey Vértiz, pero éste prefirió ignorarlo y dirigir en su contra un ataque masivo, con intenciones de exterminar a cualquier indígena que se encontrara. Para impedir que los nativos se enteraran de sus intenciones, cuando Lincopán se presentó a negociar en la Guardia de Luján fue arrestado y enviado encadenado a las islas Malvinas.
La noticia de ese arresto a traición se movió más rápido entre los indígenas que los hombres reunidos para atacarlos: antes de que las tropas españolas iniciaran su avance, los indios lanzaron ataques de venganza contra el pueblo de Chascomús, la villa de Río Cuarto, y Calpisqui dirigió un malón hasta Cruz Alta. A continuación, un parlamento de caciques decidió lanzar algunos ataques más y luego negociar la paz: el propio Calpisqui parece haber dirigido un malón sobre Luján, y a continuación esperó el ataque de represalia español, que nunca llegó por culpa de la sequía. Entonces realizó su oferta de paz, que fue completamente ignorada.
En 1779, una ofensiva de los blancos permitió capturar al capitanejo Pascual Cayupulqui, hermano de Calpisqui. Este último, que ya había asumido la superioridad en caso de guerra de gran parte de las otras parcialidades, hizo un nuevo ataque, destruyendo las fuerzas del maestre de campo Juan José Sardeñ, que debió afrontar un juicio por su derrota, siendo enviado a España. A continuación, Calpisqui volvió a atacar las estancias cercanas a la frontera. A principios del año 1781, Calpisqui volvió a ofrecer la paz; tras algunas dudas, Vértiz finalmente aceptó las condiciones. El tratado se firmó el 27 de julio de 1782, y Calpisqui pasó a ser un eficaz embajador y mensajero al servicio del virrey.
La paz no duró mucho: ya en 1783, el capitán cordobés Balcarce –el padre de los después generales Juan Ramón, Marcos y Antonio Balcarce– lanzó un ataque masivo contra los indígenas del sur al frente de dos mil ochocientos hombres. Una cantidad enorme para la época, y sin embargo Calpisqui logró huir, sólo para ser atacado a fines de enero de 1783 por una columna al mando de Juan de la Piedra, que lo atacó por sorpresa. No obstante, Calpisqui logró vencerlo y matar a todos los oficiales; acto seguido envió con algunos elementos de consumo y comida hacia Carmen de Patagones.
Al año siguiente, Vértiz fue reemplazado como virrey del Río de la Plata por Nicolás del Campo, marqués de Loreto. Éste inició una política de acercamiento con los indígenas, rechazando las intenciones de Vértiz de exterminarlos. Gradualmente se fueron acercando posiciones, y en 1790 se firmó el tratado de paz definitivo en Cabeza de Buey –cerca de la actual San Carlos de Bolívar–, que fue respetado por ambas partes hasta la época de la independencia: se reconocía a Calpisqui como jefe máximo de casi todas las parcialidades indígenas, éstas autorizaban expediciones anuales a Salinas Grandes y se fijaba el río Salado como frontera.
Además del tratado de Cabeza de Buey, se firmaron en los cuatro años siguientes varios tratados parciales, especialmente en Mendoza, que también establecieron una paz duradera que no fue alterada como mínimo hasta 1819. Con esos tratados Calpisqui no tuvo relación, tanto por la lejanía como por su edad y estado de salud: posiblemente estaba ya enfermo, porque murió en el año 1796.
Fue sucedido como cacique general de la Pampa por su hijo Cayupulqui, que conservaría parte de ese mando hasta su muerte en 1826 a manos de los hermanos Pincheira.